# Chad Soper
Chad Aiwati Soper (* 19. November 1991 in Port Moresby, Papua-Neuguinea) ist ein papua-neuguineischer Cricketspieler, der seit 2015 für die papua-neuguineanische Nationalmannschaft spielt.

## Kindheit und Ausbildung
Soper ist Sohn einer papua-neuguineischen Mutter und eines neuseeländischen Vaters und verbrachte Teile seiner Kindheit in Australien.
Er war Teil der papua-neuguineischen Vertretung beim ICC U19-Cricket-Weltmeisterschaft 2012.

## Aktive Karriere
Soper gab sein Twenty20-Debüt für die Nationalmannschaft beim ICC World Twenty20 Qualifier 2015 gegen Afghanistan. Im Februar 2016 erreichte er in der Twenty20-Serie gegen Irland drei Wickets (3/13). Sein ODI-Debüt erfolgte im November 2016 in Hongkong. Dabei erzielte er in seinem ersten Spiel drei Wickets (3/39) und im zweiten 6 Wickets für 41 Runs. Für letzteres wurde er als Spieler des Spiels ausgezeichnet. Im September 2021 erreichte er in der ODI-Serie gegen Nepal 3 Wickets für 45 Runs. Daraufhin war er Teil des Kaders für den ICC Men’s T20 World Cup 2021, wo ihm unter anderem 3 Wickets für 24 Runs gegen Schottland gelangen, was jedoch nicht zum Sieg ausreichte. Zum Ende der Saison erreichte er bei einem Drei-Nationen-Turnier in den Vereinigten Arabischen Emiraten gegen den Gastgeber 3 Wickets für 15 Runs. Beim ICC Men’s T20 World Cup 2022 im Juli erreichte er in der bedeutungslosen Partie gegen die Vereinigten Staaten 3 Wickets für 11 Runs und wurde dafür als Spieler des Spiels ausgezeichnet. Papua-Neuguinea war zuvor schon an der Qualifikation gescheitert. Im März 2023 erreichte er gegen die Vereinigten Arabischen Emirate bei einem dortigen Drei-Nationen-Turnier drei Wickets (3/27). Beim kurz darauf stattfindenden ICC Cricket World Cup Qualifier Play-off 2023 folgten dann vier Wickets (4/43) gegen den gleichen Gegner. Im Jahr darauf wurde er für den Kader für den ICC Men’s T20 World Cup 2024 nominiert.